# Klein Nossob
Der Klein Nossob, auch Kleiner Nossob oder Klein-Nossob (englisch Klein Nossob River), ist ein  ca. 100 km langer linker Nebenfluss (Rivier) des Nossob in der Kalahari in Namibia. Er fließt von Norden gen Süden und mündet etwa 36 km nordwestlich des Union’s End in den ebenfalls aus der namibischen Kalahari kommenden Hauptfluss. Das Einzugsgebiet des Nossob beträgt etwa 1600 km².